# A-Line Ferry
A-Line Ferry (jap. マルエーフェリー; Maru A Ferry) ist eine japanische Reederei, die Fähren und RoRo-Frachter auf verschiedenen Routen betreibt. Sie wurde 1953 als Ōshima Un’yu gegründet, ihren jetzigen Namen trägt sie seit 2005. Teile der Flotte werden durch die Tochtergesellschaft Amami Kaiun betrieben. Von 1975 bis 2010 betrieb die A-Line neben der Schiffsflotte eine eigene Buslinie, zudem ist die Reederei an mehreren Logistikunternehmen beteiligt.

## Geschichte
Die A-Line Ferry wurde am 1. Dezember 1953 unter dem Namen Ōshima Un’yu (englisch: Oshima Transportation) vom Geschäftsmann Osamu Arimura in Amami-Ōshima gegründet. Im April 1956 wurde der Unternehmenssitz nach Kagoshima verlegt. Im August 1957 erfolgte die Aufnahme des Schiffsverkehrs von Kagoshima nach Naha, der seit März 1962 als Liniendienst betrieben wird. Im September 1958 folgten die ersten Überfahrten zu den Amami-Inseln.
Seit Oktober 1962 besaß die Reederei neben ihrem Hauptsitz in Kagoshima auch eine Niederlassung in der Hauptstadt Tokio, im Mai 1963 folgte ein Liniendienst von Tokio nach Naha. In den folgenden Jahren expandierte die Reederei durch weitere Niederlassungen und zusätzliche Linienstrecken. Die Ōshima Un’yu betrieb vorrangig Fährschiffe, aber auch RoRo-Frachter. Zeitweise fuhren für die Reederei zudem mehrere reine Passagierschiffe, die für den Liniendienst und für Vergnügungsfahrten im Einsatz standen.
Im Juni 2005 wurde die Ōshima Un’yu in A-Line Ferry (japanisch Maru A Ferry) umbenannt. Am 11. Mai 2009 kenterte die Fähre Ariake vor der Präfektur Mie, nachdem sie bei starkem Wellengang auf Grund lief. Menschen kamen nicht zu Schaden, das Schiff war jedoch ein Totalverlust. Die wohl bekannteste Einheit der A-Line Ferry ist die ehemalige Ferry Naminoue, die 2012 als Sewol nach Südkorea verkauft wurde und am 16. April 2014 auf dem Weg nach Jejudo mit dem Verlust von über 300 Menschenleben sank.
Seit 1975 betrieb die Reederei eine eigene Buslinie namens Kikai Bus auf der Insel Kikaijima, die zuvor zu Japan Air System gehörte. Im Oktober 2010 wurde das Unternehmen von der Amami Airlines übernommen. A-Line Ferry ist zudem an mehreren Logistikunternehmen sowie dem Lebensmittelunternehmen Arimura Shoji beteiligt. 
Die A-Line Ferry setzt ihre Schiffe auf folgenden Strecken ein: der Tokio-Okinawa-Route, der Hanshin-Okinawa-Route, der Kagoshima-Okinawa-Route sowie der Kitakyūshū-Okinawa-Route. Die Schiffe im Liniendienst zu den Amami-Inseln werden von der Tochtergesellschaft Amami Kaiun betrieben, die aber ebenfalls als A-Line Ferry firmiert. Zur Flotte gehören insgesamt vier Passagierfähren sowie ebenfalls vier RoRo-Frachter.

## Passagierschiffe

### Aktuelle Flotte
| Jahr | Name           | Tonnage   | Werft                                    | Anmerkungen |
| 2006 | Ferry Amami    | 2.942 BRT | Mitsubishi Heavy Industries, Shimonoseki | Tochtergesellschaft Amami Kaiun. Zwischen Kagoshima, Amami-Ōshima und Tokunoshima im Einsatz.                             |
| 2008 | Ferry Akebono  | 8.083 BRT | Mitsubishi Heavy Industries, Shimonoseki | Zwischen Kagoshima, Amami-Ōshima, Tokunoshima, Okinoerabu-jima, Yoronjima und Naha im Einsatz.                            |
| 2012 | Ferry Naminoue | 8.072 BRT | Mitsubishi Heavy Industries, Shimonoseki | Zwischen Kagoshima, Amami-Ōshima, Tokunoshima, Okinoerabu-jima, Yoronjima und Naha im Einsatz.                            |
| 2015 | Ferry Kikai    | 2.551 BRT | Mitsubishi Heavy Industries, Shimonoseki | Tochtergesellschaft Amami Kaiun. Zwischen Kagoshima, Kikaijima, Amami-Ōshima, Tokunoshima und Okinoerabu-jima im Einsatz. |

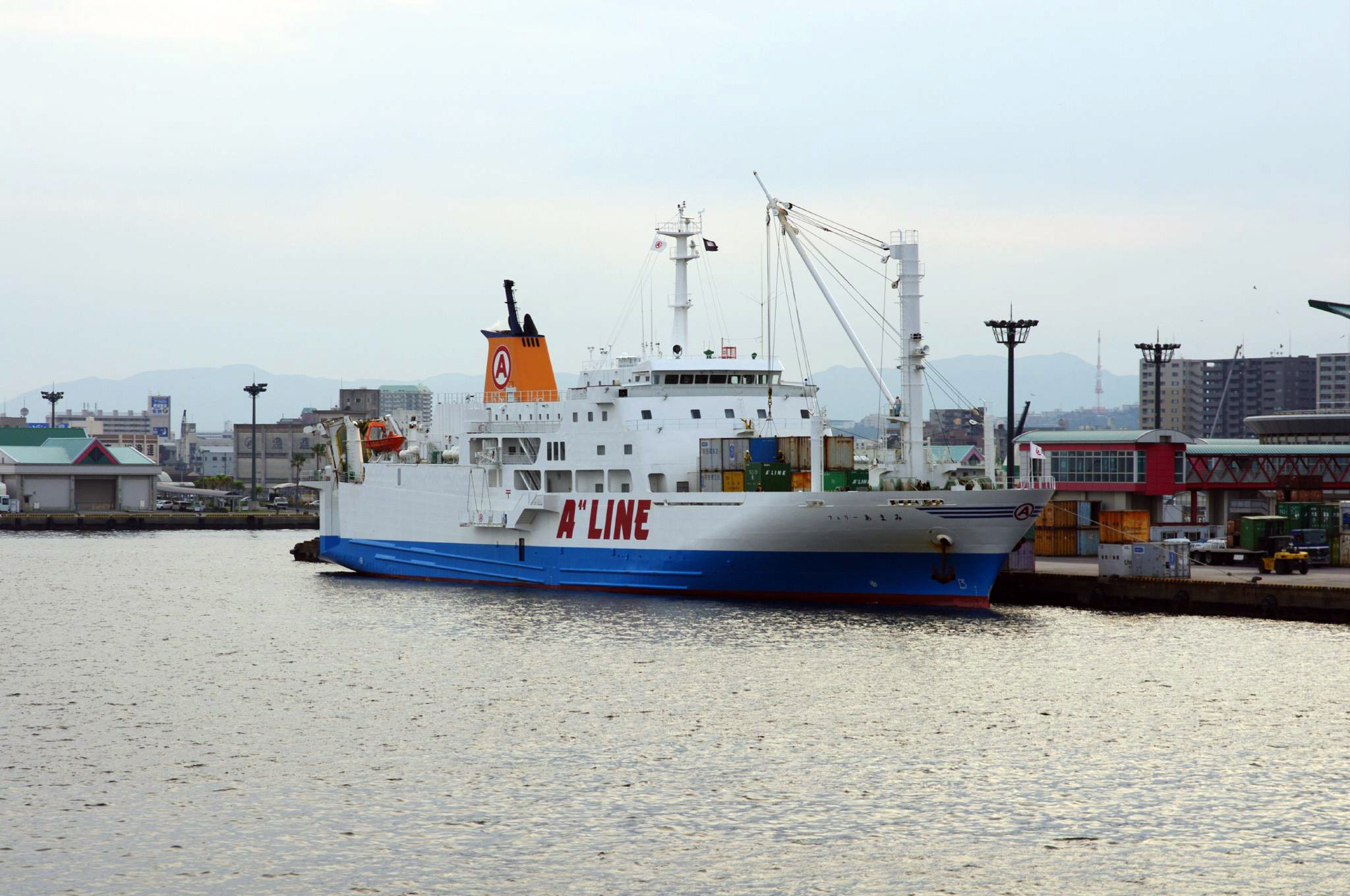
Ferry Amami (2006)
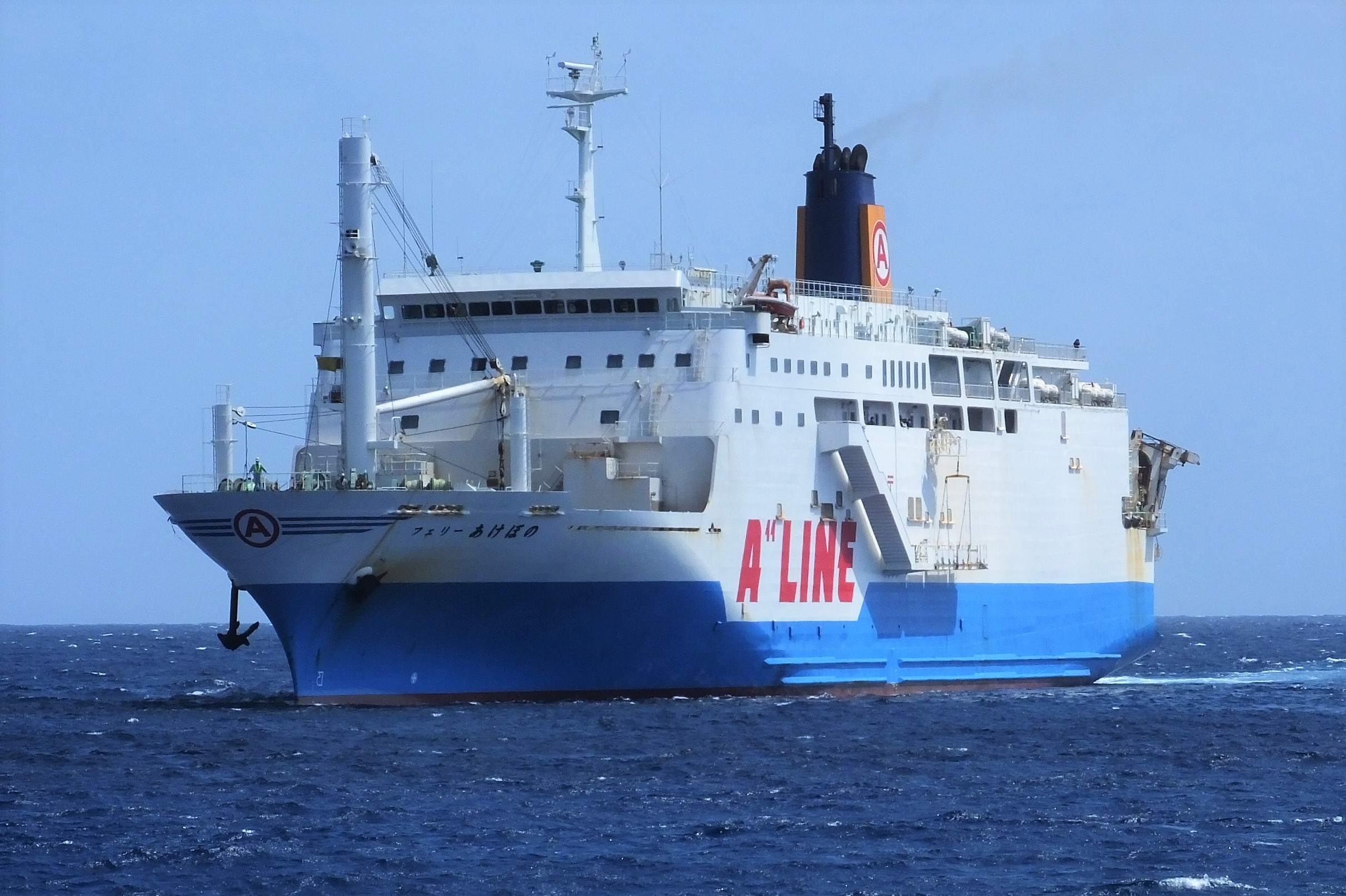
Ferry Akebono (2008)
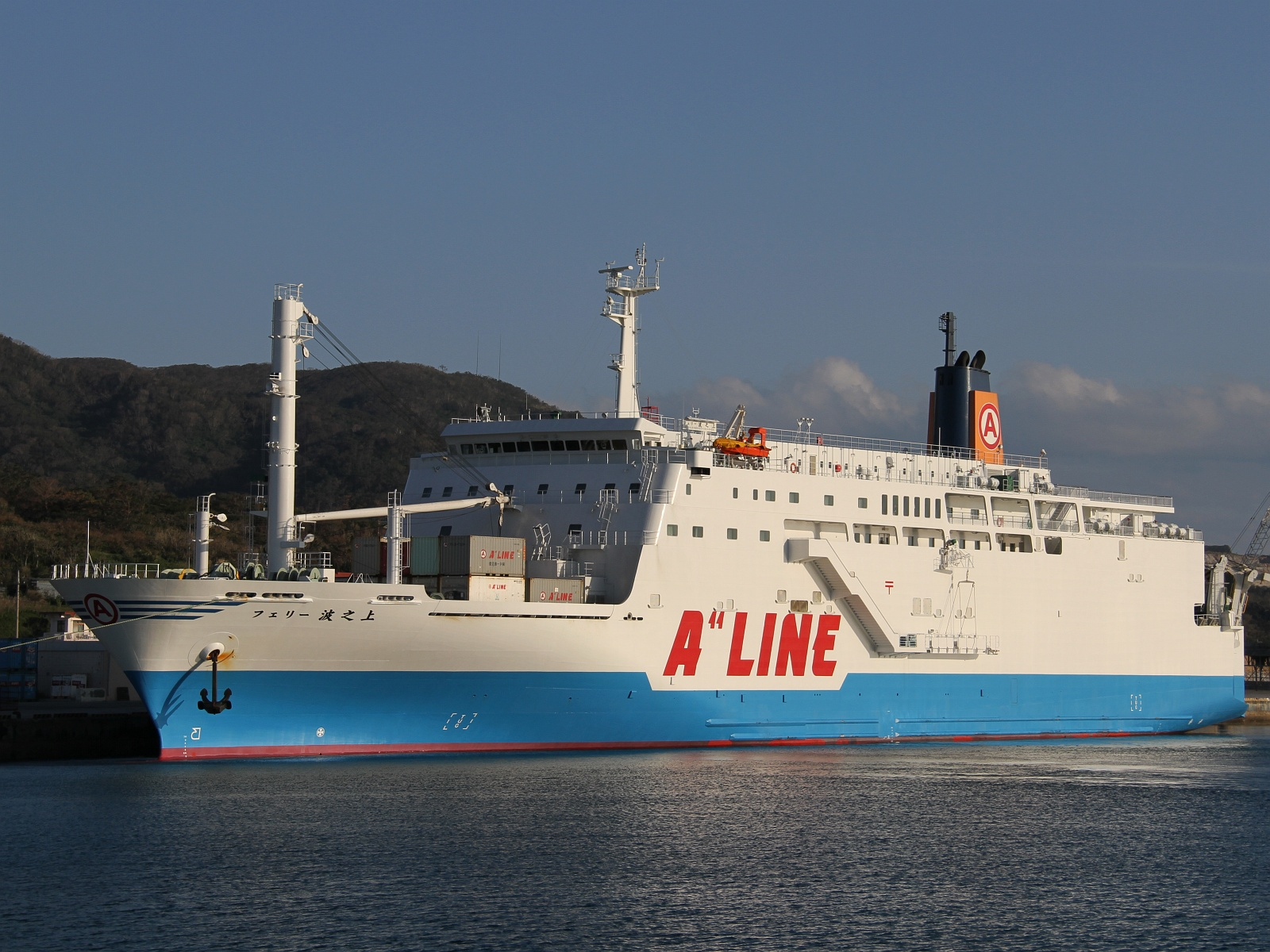
Ferry Naminoue (2012)
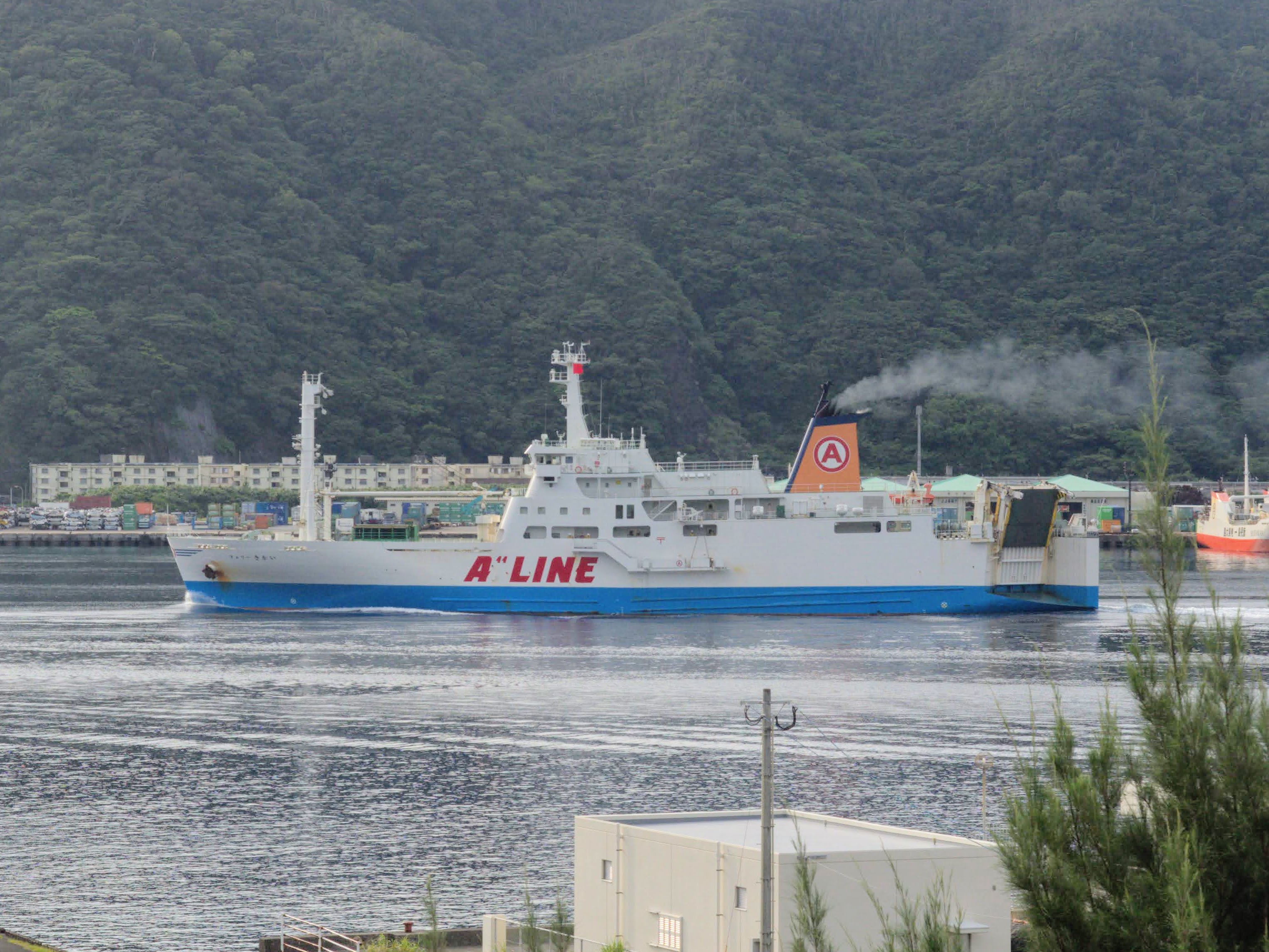
Ferry Kikai (2015)

### Ehemalige Flotte
| Jahr        | Name                  | Tonnage    | Werft                                    | Anmerkungen                                                                    |
| 1972 (1962) | Sakura                | 12.628 BRT | Mitsubishi Heavy Industries, Kōbe        | 1981 verkauft, um 2002 in China abgewrackt.                                    |
| 1975        | Emerald Amami         | 4.188 BRT  | Niigata Shipbuilding & Repair, Niigata   | 1987 in Ferry Amami umbenannt, Amami Kaiun. 1989 verkauft, um 2011 abgewrackt. |
| 1977        | Akebono Maru          | 4.999 BRT  | Usuki Iron Works, Saiki                  | 1989 verkauft, 2011 in China abgewrackt.                                       |
| 1980        | Naminoue Maru         | 4.996 BRT  | Fukuoka Shipbuilding, Fukuoka            | 1994 verkauft, 1997 auf den Philippinen ausgebrannt und abgewrackt.            |
| 1981        | Akatsuki              | 4.997 BRT  | Towa, Shimonoseki                        | 1992 verkauft, 2003 in China abgewrackt.                                       |
| 1986        | Ariake                | 4.997 BRT  | Usuki Shipyard, Usuki                    | 1995 verkauft, 2009 vor den Philippinen gesunken.                              |
| 1989        | Ferry Amami           | 2.980 BRT  | Fukuoka Shipbuilding, Fukuoka            | Amami Kaiun. 2006 verkauft, als Macedonia in Griechenland aufgelegt.           |
| 1989        | Ferry Akebono         | 6.466 BRT  | Mitsubishi Heavy Industries, Shimonoseki | 2003 verkauft, 2017 in Chittagong abgewrackt.                                  |
| 1992        | Ferry Akatsuki        | 6.412 BRT  | Hayashi Kanesen, Shimonoseki             | 2008 verkauft, 2019 in Chittagong abgewrackt.                                  |
| 1994        | Ferry Naminoue        | 5.997 BRT  | Hayashi Kanesen, Shimonoseki             | 2012 verkauft, 2014 vor Jindo gesunken.                                        |
| 1995        | Ariake                | 7.910 BRT  | Hayashi Kanesen, Shimonoseki             | 2009 vor der Präfektur Mie havariert und abgewrackt.                           |
| 1995        | Ferry Kikai           | 2.878 BRT  | Hayashi Kanesen, Shimonoseki             | Amami Kaiun. 2015 verkauft, als Hanil Redpearl in Südkorea im Einsatz.         |
| 2003        | Ryukyu Express        | 6.266 BRT  | Yamanishi, Ishinomaki                    | 2017 verkauft, als Arion Jeju in Südkorea im Einsatz.                          |
| 2010 (1996) | Cruise Ferry Hiryu 21 | 9.225 BRT  | Mitsubishi Heavy Industries, Shimonoseki | 2017 verkauft, als Biryong in Südkorea im Einsatz.                             |